# Тораєво (Моргауський район)
Тора́єво (рос. Тораево, чув. Турай) — село у Чувашії Російської Федерації, адміністративний центр Тораєвського сільського поселення Моргауського району.
Населення — 132 особи (2010; 155 в 2002, 212 в 1979, 312 в 1939, 345 в 1926, 229 в 1869, 1463 в 1795).

## Історія
Старі назви села — Рождественське, Тараєво. До 1866 року селяни мали статус державних, займались землеробством, тваринництвом, виробництвом взуття, слюсарством. У 1746–1934 роках діяла церква Різдва Христового. 1865 року відкрито земське училище, 1895 року — двокласна школа Міністерства народної просвіти. У 20 столітті у селі працював вітряний млин. 1930 року створено колгосп «Пучах». Спочатку село перебувало у складі Сорминської волості, пізніше і до 1923 року було центром окремої Тораєвської волості Ядрінського повіту. З переходом на райони 1927 року село увійшло до складу Татаркасинського району, з 16 січня 1939 року — у складі Сундирського, з 17 березня 1939 року — у складі Совєтського району, з 1956 року — у складі Моргауського, 1959 року повернуто до складу Сундирського, з 1962 року — у складі Ядрінського, а з 1964 року повернуто до складу Моргауського району.

## Господарство
У селі діють школа, дільнича лікарня, лікар загальної практики, аптека, клуб, бібліотека, пошта та відділення банку, церква, 4 магазини.